# Garcia Júnior
Manoel Garcia Júnior (São Paulo, 2 de março de 1967) é um ator, dublador, radialista, tradutor e diretor de dublagem brasileiro. Manoel é filho dos também dubladores Garcia Neto e Dolores Machado.
Garcia Jr. começou na dublagem quando tinha apenas dez anos de idade em 1977, na BKS, substituindo Olney Cazarré no personagem Pica-Pau, e tornou-se conhecido por ter dublado He-Man, Pica-Pau, Pato Donald, Simba em O Rei Leão, MacGyver em Profissão: Perigo, Capitão Kirk na 2ª dublagem da série clássica de Jornada nas Estrelas (1ª voz), Gênio na série animada Os Smurfs, James Bond em 007 - Quantum of Solace, 007 - Operação Skyfall e 007 - Contra Spectre. Também é renomado por ser a voz principal do ator austríaco Arnold Schwarzenegger no Brasil.
Como diretor de dublagem, foi o responsável pelos filmes Peter Pan: De Volta à Terra do Nunca, Procurando Nemo, Os Incríveis, Carros, além de ter sido o tradutor. Nos anos 80, Garcia Jr. era um dos dubladores mais escalados da Herbert Richers. Ele ocupou o cargo de diretor de criação da Disney Character Voices International Inc., durante 17 anos, entre 1994 e 2011, quando foi substituído por Marina Appelt e Rául Aldana, respectivamente.

## Biografia
De origem étnica diversa e plural, Manoel "Manny" Garcia Júnior nasceu em 1967, na cidade de São Paulo, filho dos dubladores Garcia Neto e Dolores Machado. Sua primeira participação na televisão foi aos 2 anos no programa de TV de Omar Cardoso, um astrólogo, em 1969, onde seu pai era produtor, e o colocou para fazer parte do programa como um cupido. Tendo passado a infância em teatros, estúdios de rádio e de dublagem onde os pais trabalhavam, aos 10 anos entrou para o ramo na BKS, porque o dublador que fazia a voz do Pica-Pau, Olney Cazarré, teve que ir ao Rio de Janeiro, para fazer parte de uma novela, e Garcia Neto, ao assumir a direção, testou o filho no papel. Em 1982 Garcia Júnior e seus pais se mudaram para o Rio de Janeiro, e eles passaram a dublar na Herbert Richers, na Telecine e na VTI Rio. Em 1985 Garcia Júnior passou a fazer o personagem título da serie He-Man, um de seus papéis de mais destaques. Em 1988 García Júnior passou a fazer a voz do ator Arnold Schwarzenegger. Em 1991 Garcia Júnior passou a traduzir e dirigir dublagens inicialmente na Herbert Richers. Em 1994 Garcia Júnior se tornou diretor de criação da parte brasileira da Disney e passou a trabalhar no estúdio de dublagem Delart. Em 1996 Garcia Neto, o pai de Garcia Júnior, faleceu de um câncer. Em 1999 Garcia Júnior dirigiu o longa metragem Toy Story 2, dando sequência a Toy Story, que foi dirigido por seu pai, Garcia Neto.
Em 2004 Dolores Machado, a mãe de García Júnior, se aposentou da dublagem. Em 2005 Garcia Júnior parou de dublar na Herbert Richers, passando a dublar mais na Delart. Em 2008 Garcia Júnior se afastou um pouco da dublagem, e passou a se dedicar apenas para sua trabalhos da Disney. Em 2010 Garcia Júnior dirigiu a dublagem de Toy Story 3, produção na qual dublou o personagem Espeto. Em 2011, Garcia Júnior foi demitido de seu cargo na Disney. Em 2012, Júnior voltou a dublar mais na Double Sound e na Wan Macher, mas principalmente na Delart, e faz isso até hoje em dia.

## Prêmios
| Ano  | Premiação     | Categoria                  | Papel                | Resultado | Fonte  |
| ---- | ------------- | -------------------------- | -------------------- | --------- | ------ |
| 2004 | Prêmio Yamato | Melhor Tradução            | Procurando Nemo\|    | Venceu    | [ 8 ]  |
| 2004 | Prêmio Yamato | Melhor Direção de Dublagem | Lilo & Stitch        | Indicado  | [ 9 ]  |
| 2005 | Prêmio Yamato | Melhor Direção de Dublagem | Os Incríveis         | Indicado  | [ 10 ] |
| 2005 | Prêmio Yamato | Melhor Tradução            | Os Incríveis         | Indicado  | [ 10 ] |
| 2007 | Prêmio Yamato | Melhor Tradução            | Carros               | Venceu    | [ 11 ] |
| 2010 | Prêmio Yamato | Melhor Direção de Dublagem | Up - Altas Aventuras | Venceu    | [ 12 ] |

## Carreira

### Filmes
- Arnold Schwarzenegger na maioria dos filmes.[6]
- James Bond de Daniel Craig.[6]
- Adrian Toomes (Abutre) em Homem-Aranha: De Volta ao Lar.[6]
- Patrick Swayze em (Ghost - O Outro Lado da Vida)
- O mágico em (Wicked (filme))

### Animações
- Simba em O Rei Leão[7]
- Príncipe Eric em A Pequena Sereia[7]
- Fera e Gaston em A Bela e a Fera[7]
- Anjo Gabriel em Desenhos Bíblicos do Novo Testamento
- He-Man em Mestres do Universo[6]
- Gênio em Os Smurfs[7]
- Bebop em As Tartarugas Ninja[7]

### Seriados
- MacGyver em Profissão: Perigo[6]
- Capitão Kirk na 2ª dublagem da série clássica de Jornada nas Estrelas (1ª voz)